# Палаццо-Пиньяно
Палаццо-Пиньяно (итал. Palazzo Pignano) — коммуна в Италии, располагается в регионе Ломбардия, подчиняется административному центру Кремона.
Население составляет 3590 человек, плотность населения составляет 449 чел./км². Занимает площадь 8 км². Почтовый индекс — 26020. Телефонный код — 0373.
Покровителем населённого пункта считается святитель Мартин Турский. Праздник ежегодно празднуется 11 ноября.